# Раскосяченные
«Раскося́ченные» (англ. Disjointed) — американский комедийный телесериал с Кэти Бэйтс в главной роли, созданный Чаком Лорри и Дэвидом Хавербаумом для сервиса Netflix. Было заказано 20 эпизодов шоу, первая половина которых вышла 25 августа 2017 года, а вторая — 12 января 2018 года.
14 февраля 2018 года сериал был закрыт после одного сезона.

## Сюжет
После нескольких десятилетий участия в кампании по легализации марихуаны Рут Белое Перо Фельдман (Кэти Бэйтс) нанимает недавно выпустившегося из колледжа сына и ещё несколько «консультантов» по продаже каннабиса, чтобы они помогли ей управлять магазинчиком по продаже лечебной марихуаны в Лос-Анджелесе.

## В ролях

### Основной состав
- Кэти Бэйтс — Рут Белое Перо Фельдман[1]
- Элизабет Хо — Дженни[7]
- Тони Белл — Картер[8]
- Элизабет Альдерфер — Оливия[9]
- Даги Болдуин — Пит[10]
- Аарон Мотен  — Тревис[11]

### Второстепенный состав
- Крис Редд — Данк[12]
- Бетси Содаро — Дабби
- Николь Салливан — Мария
- Майкл Трукко — Тае Квон Даг

## Производство
В декабре 2016 года Элизабет Хо заменила Джессику Лу в роли Дженни.